# Australië op de Olympische Zomerspelen 2012
Australië nam deel aan de Olympische Zomerspelen 2012 in Londen, Verenigd Koninkrijk.

## Medailleoverzicht
| Sport          | Olympiër                                                        | Onderdeel                | Medaille |
| -------------- | --------------------------------------------------------------- | ------------------------ | -------- |
| Atletiek       | Sally Pearson                                                   | 100 m horden (v)         | Goud     |
| Atletiek       | Jared Tallent                                                   | 50m snelwandelen (m)     | Goud     |
| Kanovaren      | Jacob Clear Dave Smith Tate Smith Murray Stewart                | K4 1000 m (m)            | Goud     |
| Wielersport    | Anna Meares                                                     | olympische sprint (v)    | Goud     |
| Zeilen         | Tom Slingsby                                                    | laser (m)                | Goud     |
| Zeilen         | Mathew Belcher Malcolm Page                                     | 470 (m)                  | Goud     |
| Zeilen         | Iain Jensen Nathan Outteridge                                   | 49er (open)              | Goud     |
| Zwemmen        | estafetteteam                                                   | 4 × 100 m vrije slag (v) | Goud     |
| Atletiek       | Mitchell Watt                                                   | verspringen (m)          | Zilver   |
| Kanovaren      | Jessica Fox                                                     | K1 slalom (v)            | Zilver   |
| Roeien         | James Chapman Joshua Dunkley-Smith Drew Ginn William Lockwood   | vier-zonder (m)          | Zilver   |
| Roeien         | Kim Crow Brooke Pratley                                         | dubbel-twee (v)          | Zilver   |
| Roeien         | Kate Hornsey Sarah Tait                                         | twee-zonder (v)          | Zilver   |
| Schoonspringen | Brittany Broben                                                 | 10m toren (v)            | Zilver   |
| Wielersport    | Jack Bobridge Rohan Dennis Michael Hepburn Glenn O'Shea         | ploegenachtervolging (m) | Zilver   |
| Wielersport    | Sam Willoughby                                                  | bmx (m)                  | Zilver   |
| Zeilen         | Nina Curtis Olivia Price Lucinda Whitty                         | elliott 6m (v)           | Zilver   |
| Zwemmen        | James Magnussen                                                 | 100 m vrije slag (m)     | Zilver   |
| Zwemmen        | Christian Sprenger                                              | 100 m schoolslag (m)     | Zilver   |
| Zwemmen        | estafetteteam                                                   | 4 × 200 m vrije slag (v) | Zilver   |
| Zwemmen        | Emily Seebohm                                                   | 100 m rugslag (v)        | Zilver   |
| Zwemmen        | Alicia Coutts                                                   | 200 m wisselslag (v)     | Zilver   |
| Zwemmen        | Alicia Coutts Leisel Jones Melanie Schlanger Emily Seebohm      | 4x100m wisselslag (v)    | Zilver   |
| Basketbal      | Olympisch team                                                  | vrouwen                  | Brons    |
| Hockey         | Olympisch team                                                  | mannen                   | Brons    |
| Roeien         | Kim Crow                                                        | skiff (v)                | Brons    |
| Roeien         | Karsten Forsterling James McRae Chris Morgan Daniel Noonan      | dubbel-vier (m)          | Brons    |
| Triatlon       | Erin Densham                                                    | vrouwen                  | Brons    |
| Waterpolo      | Olympisch team                                                  | vrouwen                  | Brons    |
| Wielersport    | Shane Perkins                                                   | olympische sprint (m)    | Brons    |
| Wielersport    | Annette Edmondson                                               | omnium (v)               | Brons    |
| Wielersport    | Kaarle McCulloch Anna Meares                                    | teamsprint (v)           | Brons    |
| Zwemmen        | Bronte Barratt                                                  | 200 m vrije slag (v)     | Brons    |
| Zwemmen        | Alicia Coutts                                                   | 100 m vlinder (m)        | Brons    |
| Zwemmen        | James Magnussen Christian Sprenger Hayden Stoeckel Matt Targett | 4x100m wisselslag (m)    | Brons    |

## Deelnemers en resultaten
(m) = mannen, (v) = vrouwen 

### Atletiek
| Olympiër                                                             | Onderdeel                | Resultaat | Prestatie                                                                 |
| -------------------------------------------------------------------- | ------------------------ | --------- | ------------------------------------------------------------------------- |
| Jeff Riseley                                                         | 800m (m)                 | 29e       | serie 2: 5e in 1.46,99                                                    |
| Ryan Gregson                                                         | 1500m (m)                | 25e       | serie 1: 9e in 3.38,54 halve finale 1: 12e in 3:51.86                     |
| Collis Birmingham                                                    | 5000m (m)                | 34e       | serie 1: 17e in 13.50,39                                                  |
| David McNeill                                                        | 5000m (m)                | 29e       | serie 1: 13e in 13.45,88                                                  |
| Craig Mottram                                                        | 5000m (m)                | 28e       | serie 2: 16e in 13.40,24                                                  |
| Ben St. Lawrence                                                     | 10000m (m)               | 20e       | 28.32,67                                                                  |
| Brendan Cole                                                         | 400m horden (m)          | 16e       | serie 1: 2e in 49,24 halve finale 3: 5e in 49,55                          |
| Tristan Thomas                                                       | 400m horden (m)          | 21e       | serie 4: 4e in 49,13 halve finale 2: 7e in 50,55                          |
| Youcef Abdi                                                          | 3000m steeplechase (m)   | 23e       | serie 2: 6e in 8.29,81                                                    |
| Anthony Alozie Tim Leathart Andrew McCabe Isaac Ntiamoah Joshua Ross | 4x100m (m)               | 7e        | serie 2: 5e in 38,17 (AR) finale: 7e in 38,43                             |
| Joel Milburn Ben Offereins Steven Solomon John Steffensen            | 4x400 m (m)              | 11e       | serie 2: 5e in 3.03,17                                                    |
| Martin Dent                                                          | marathon (m)             | 28e       | 2:14.10                                                                   |
| Jeffrey Hunt                                                         | marathon (m)             | 63e       | 2:22.59                                                                   |
| Michael Shelley                                                      | marathon (m)             | 16e       | 2:14.10                                                                   |
| Chris Erickson                                                       | 20km snelwandelen (m)    | 38e       | 1:24.19                                                                   |
| Adam Rutter                                                          | 20km snelwandelen (m)    | DNF       | niet gefinisht                                                            |
| Jared Tallent                                                        | 20km snelwandelen (m)    | 7e        | 1:20.02                                                                   |
| Jared Tallent                                                        | 50km snelwandelen (m)    | Goud      | 3:36.53 (OR)                                                              |
| Luka Adams                                                           | 50km snelwandelen (m)    | 26e       | 3:53.41                                                                   |
| Nathan Deakes                                                        | 50km snelwandelen (m)    | 22e       | 3:48.45                                                                   |
| Henry Frayne                                                         | verspringen (m)          | 9e        | kwalificatie groep A: 11e met 7,95m finale: 9e met 7,85m                  |
| Mitchell Watt                                                        | verspringen (m)          | Zilver    | kwalificatie groep B: 9e met 7,99m finale: 2e met 8,16m                   |
| Henry Frayne                                                         | hink-stap-springen (m)   | 17e       | kwalificatie groep B: 8e met 16,40m                                       |
| Steve Hooker                                                         | polsstokhoogspringen (m) | DNF       | kwalificatie groep A: 5e met 5,50m finale: geen geldige sprong            |
| Dale Stevenson                                                       | kogelstoten (m)          | 26e       | kwalificatie groep A: 15e met 19,17m                                      |
| Ben Herradine                                                        | discuswerpen (m)         | 9e        | kwalificatie groep B: 6e met 66,00m finale: 9e met 63,59m                 |
| Scott Martin                                                         | discuswerpen (m)         | 19e       | kwalificatie groep A: 9e met 62,14m                                       |
| Julian Wruck                                                         | discuswerpen (m)         | 28e       | kwalificatie groep A: 13e met 60,08m                                      |
| Jarrod Bannister                                                     | speerwerpen (m)          | 13e       | kwalificatie: 13e met 77,38 m                                             |
|                                                                      |                          |           |                                                                           |
| Melissa Breen                                                        | 100m (v)                 | 27e       | serie 6: 6e in 11,34                                                      |
| Zoe Buckman                                                          | 1500 m (v)               | 15e       | serie 3: 6e in 4.07,83 halve finale 2: 9e in 4.05,03                      |
| Kaila McKnight                                                       | 1500 m (v)               | 24e       | serie 2: 5e in 4.13,80 halve finale: 11e in 4.08,44                       |
| Eloise Wellings                                                      | 10000m (m)               | 21e       | 32.25,43                                                                  |
| Sally Pearson                                                        | 100m horden (v)          | Goud      | serie 5: 1e in 12,57 halve finale 2: 1e in 12,39 finale: 1e in 12,35 (OR) |
| Lauren Boden                                                         | 400m horden (v)          | 23e       | serie 2: 5e in 56,27 halve finale 1: 8e in 56,66                          |
| Geneviève LaCaze                                                     | 3000m steeplechase (v)   | 22e       | serie 1: 9e in 9.37,90                                                    |
| Lisa Jane Weightman                                                  | marathon (v)             | 17e       | 2:27.32                                                                   |
| Jessica Trengrove                                                    | marathon (v)             | 39e       | 2:31.17                                                                   |
| Regan Lamble                                                         | 20km snelwandelen (v)    | 17e       | 1:30.08                                                                   |
| Beki Lee                                                             | 20km snelwandelen (v)    | 28e       | 1:32.14                                                                   |
| Claire Tallent                                                       | 20km snelwandelen (v)    | DSQ       | gediskwalificeerd                                                         |
| Alana Boyd                                                           | polsstokhoogspringen (v) | 11e       | kwalificatie groep A: 7e met 4,55m finale: 11e met 4,30m                  |
| Liz Parnov                                                           | polsstokhoogspringen (v) | DNF       | kwalificatie groep B: geen geldige sprong                                 |
| Dani Samuels                                                         | discuswerpen (v)         | 12e       | kwalificatie groep A: 4e met 63,97m finale: 12e met 60,40m                |
| Kim Mickle                                                           | speerwerpen (v)          | 17e       | kwalificatie groep A: 9e met 59,23m                                       |
| Kathryn Mitchell                                                     | speerwerpen (v)          | 9e        | kwalificatie groep B: 6e met 60,11m finale: 9e met 59,46m                 |

### Badminton
| Olympiër                | Onderdeel      | Resultaat | Prestatie |
| ----------------------- | -------------- | --------- | --- |
| Ross Smith Glenn Warfe  | dubbelspel (m) | 13e       | groep A: 4e V van CHN Yun/Haifeng: 0-2 (11-21, 17-21) V van TPE Chieh-min/Sheng-mu: 0-2 (14-21, 13-21) V van GER Kindervater/Schöttler: 0-2 (13-21, 14-21)                                                        |
|                         |                |           | |
| Victoria Na             | enkelspel (v)  | 17e       | groep D: 2e V van SIN Gu: 0-2 (10-21, 7-21) W van SVK Fasungova: 2-0 (21-12, 21-18) |
| Leanne Choo Renu Veeran | dubbelspel (v) | 5e        | groep C: 3e V van INA Jauhari/Polii: 1-2 (11-21, 22-20, 7-21) W van RSA Edwards/Viljoen: 2-0 (21-9, 21-7) W van KOR Jung-eun/Min-jung: 2-0 (7-21, 19-21) kwartfinale V van CAN Bruce/Li: 1-2 (9-21, 21-18, 18-21) |

### Basketbal

#### Mannen
| Olympiër | Onderdeel | Resultaat | Prestatie |
| --- | --------- | --------- | --- |
| David Andersen David Barlow Aron Baynes Peter Crawford Matthew Dellavedova Adam Gibson Joe Ingles Aleks Marić Patrick Mills Bradley Newley Matthew Nielsen Mark Worthington | mannen    | 7e        | groepsfase: 4e V van Brazilië: 71-75 V van Spanje: 70-82 W van China: 81-61 W van Groot-Brittannië: 106-75 W van Rusland: 82-80 kwartfinale: V van Verenigde Staten: 86-119 |

| Groep B |                  |             |             |             |            |            |            |        |
| #       | Land             | Wedstrijden | Wedstrijden | Wedstrijden | Doelpunten | Doelpunten | Doelpunten | Punten |
| #       | Land             | G           | W           | V           | V          | T          | Saldo      | Punten |
| 1       | Rusland          | 5           | 4           | 1           | 400        | 359        | +41        | 9      |
| 2       | Brazilië         | 5           | 4           | 1           | 402        | 349        | +53        | 9      |
| 3       | Spanje           | 5           | 3           | 2           | 414        | 394        | +20        | 8      |
| 4       | Australië        | 5           | 3           | 2           | 410        | 373        | +37        | 8      |
| 5       | Groot-Brittannië | 5           | 1           | 4           | 380        | 405        | −25        | 6      |
| 6       | China            | 5           | 0           | 5           | 313        | 439        | −126       | 5      |

| Ronde       | Datum  | Plaats           | Land   | Score     | Land |
| ----------- | ------ | ---------------- | ------ | --------- | ---- |
| Groepsfase  |        |                  |        |           |      |
| 29 juli     | Londen | Brazilië         | 75-71  | Australië |      |
| 31 juli     | Londen | Australië        | 70-82  | Spanje    |      |
| 2 augustus  | Londen | Australië        | 81-61  | China     |      |
| 4 augustus  | Londen | Groot-Brittannië | 75-106 | Australië |      |
| 6 augustus  | Londen | Australië        | 82-80  | Rusland   |      |
| Kwartfinale |        |                  |        |           |      |
| 8 augustus  | Londen | Verenigde Staten | 119-86 | Australië |      |

#### Vrouwen
| Olympiër | Onderdeel | Resultaat | Prestatie |
| --- | --------- | --------- | --- |
| Suzy Batkovic-Brown Abby Bishop Liz Cambage Kristi Harrower Lauren Jackson Rachel Jarry Kathleen MacLeod Jenna O'Hea Sam Richards Jenni Screen Belinda Snell Laura Summerton | vrouwen   | Brons     | groepsfase: 2e W van Groot-Brittannië: 74-58 V van Frankrijk: 70-74 W van Brazilië: 67-61 W van Rusland: 70-66 W van Canada: 72-63 kwartfinale: W van China: 75-60 halve finale: V van Verenigde Staten: 73-86 bronzen finale: W van Rusland: 83-74 |

| Groep A |                  |             |             |             |            |            |            |        |
| #       | Land             | Wedstrijden | Wedstrijden | Wedstrijden | Doelpunten | Doelpunten | Doelpunten | Punten |
| #       | Land             | G           | W           | V           | V          | T          | Saldo      | Punten |
| 1       | Frankrijk        | 5           | 5           | 0           | 356        | 319        | +37        | 10     |
| 2       | Australië        | 5           | 4           | 1           | 353        | 322        | +31        | 9      |
| 3       | Rusland          | 5           | 3           | 2           | 314        | 308        | +6         | 8      |
| 4       | Canada           | 5           | 2           | 3           | 328        | 332        | −4         | 7      |
| 5       | Brazilië         | 5           | 1           | 4           | 329        | 354        | −25        | 6      |
| 6       | Groot-Brittannië | 5           | 0           | 5           | 327        | 372        | −45        | 5      |

| Ronde          | Datum  | Plaats    | Land  | Score            | Land |
| -------------- | ------ | --------- | ----- | ---------------- | ---- |
| Groepsfase     |        |           |       |                  |      |
| 28 juli        | Londen | Australië | 74-58 | Groot-Brittannië |      |
| 30 juli        | Londen | Frankrijk | 74-70 | Australië        |      |
| 1 augustus     | Londen | Australië | 67-61 | Brazilië         |      |
| 3 augustus     | Londen | Rusland   | 66-70 | Australië        |      |
| 5 augustus     | Londen | Canada    | 63-72 | Australië        |      |
| Kwartfinale    |        |           |       |                  |      |
| 7 augustus     | Londen | Australië | 75-60 | China            |      |
| Halve finale   |        |           |       |                  |      |
| 9 augustus     | Londen | Australië | 73-86 | Verenigde Staten |      |
| Bronzen finale |        |           |       |                  |      |
| 11 augustus    | Londen | Australië | 83-74 | Rusland          |      |

### Boksen
| Olympiër                | Onderdeel | Resultaat | Prestatie                                                                                                  |
| ----------------------- | --------- | --------- | --- |
| Billy Ward              | -48kg (m) | 17e       | 1e ronde: V van CUB Veitia: 4-26                                                                           |
| Jackson Woods           | -52kg (m) | 17e       | 1e ronde: V van ALG Brahimi: 12-14                                                                         |
| Ibrahim Balla           | -56kg (m) | 9e        | 1e ronde: W van MAR Lbida: 16-16 2e ronde: V van BUL Dalakliev: 10-14                                      |
| Luke Jackson            | -60kg (m) | 17e       | 1e ronde: V van CHN Quiang: 7-20                                                                           |
| Jeffrey Horn            | -64kg (m) | 5e        | 1e ronde: W van ZAM Choombe: 19-5 2e ronde: W van TUN Houya: 17-11 kwartfinale: V van UKR Berinchyk: 13-21 |
| Cameron Hammond         | -69kg (m) | 9e        | 1e ronde: W van NGR Lima: 13-6 2e ronde: V van CAN Clayton: 11-14                                          |
| Jesse Ross              | -75kg (m) | 17e       | 1e ronde: V van ALG Rahou: 11-13                                                                           |
| Damien Hooper           | -81kg (m) | 9e        | 1e ronde: W van USA Browne: 13-11 2e ronde: V van RUS Mechontsjev: 11-19                                   |
| Jan Opetaia             | -91kg (m) | 9e        | 1e ronde: V van AZE Mammadov: 11-12                                                                        |
| Johan Linde             | +91kg (m) | 9e        | 1e ronde: V van CHN Zhilei: kamp stopgezet door scheidsrechter                                             |
|                         |           |           | |
| Naomi Fischer-Rasmussen | -75kg (v) | 9e        | 1e ronde: V van SWE Laurell: 17-24                                                                         |

### Boogschieten
| Olympiër      | Onderdeel       | Resultaat | Prestatie |
| ------------- | --------------- | --------- | --- |
| Taylor Worth  | individueel (m) | 9e        | plaatsingsronde: 23e met 668 punten 1e ronde: W van GBR Wills: 6-5 2e ronde: W van USA Ellison: 7-1 3e ronde: V van CHN Xiaoxiang: 5-6 |
|               |                 |           | |
| Elisa Barnard | individueel (v) | 33e       | plaatsingsronde: 58e met 601 punten 1e ronde: V van DEN Christiansen 3-7                                                               |

### Gewichtheffen
| Olympiër    | Onderdeel   | Resultaat | Prestatie                                                    |
| ----------- | ----------- | --------- | ------------------------------------------------------------ |
| Damon Kelly | +105 kg (m) | 16e       | trekken: 16e met 65 kg stoten: 13e met 216 kg totaal: 381 kg |
|             |             |           |                                                              |
| Seen Lee    | -63 kg (v)  | 7e        | trekken: 7e met 83kg stoten: 7e met 103kg totaal: 186kg      |

### Gymnastiek
| Olympiër                                                                     | Onderdeel                | Resultaat            | Prestatie |
| Ritmische gymnastiek                                                         | Ritmische gymnastiek     | Ritmische gymnastiek | Ritmische gymnastiek |
| ---------------------------------------------------------------------------- | ------------------------ | -------------------- | --- |
| Janine Murray                                                                | individueel (v)          | 22e                  | kwalificatie: 22e bal: 24e met 23,100 punten hoepel: 21e met 24,350 punten knotsen: 22e met 23,875 punten touw: 19e met 25,000 punten totaal: 96,325 punten |
| Trampoline                                                                   |                          |                      | |
| Blake Gaudry                                                                 | mannen                   | 13e                  | kwalificatie: 84,255 punten |
| Turnen                                                                       |                          |                      | |
| Josh Jefferis                                                                | meerkamp individueel (m) | 19e                  | kwalificatie: 27e brug: 39e met 14,566 punten paard voltige: 42e met 13,433 punten rekstok: 48e met 13,766 punten ringen: 37e met 14,533 punten sprong: 40e met 15,500 punten vloer: 58e met 13,800 punten totaal: 85,598 punten finale: 19e brug: 14e met 14,900 punten paard voltige: 18e met 13,533 punten rekstok: 19e met 14,133 punten ringen: 10e met 14,800 punten sprong: 15e met 15,433 punten vloer: 19e met 14,066 punten totaal: 86,865 punten |
|                                                                              |                          |                      | |
| Lauren Mitchell                                                              | vloer (v)                | 5e                   | kwalificatie: 5e met 14,833 punten finale: 14,833 punten |
| Ashleigh Brennan                                                             | meerkamp individueel (v) | 20e                  | kwalificatie: 28e balk: 43e met 13,066 punten brug: 47e met 13,266 punten sprong: 53e met 13,700 punten vloer: 16e met 14,200 punten totaal: 54,232 punten finale: 20e balk: 8e met 14,166 punten brug: 7e met 14,400 punten sprong: 22e met 13,533 punten vloer: 23e met 13,233 punten totaal: 55,332 punten |
| Emily Little                                                                 | meerkamp individueel (v) | 15e                  | kwalificatie: 24e balk: 33e met 13,633 punten brug: 40e met 13,433 punten sprong: 20e met 14,766 punten vloer: 65e met 12,666 punten totaal: 54,498 punten finale: 15e balk: 20e met 13,300 punten brug: 17e met 13,666 punten sprong: 16e met 13,933 punten vloer: 10e met 14,866 punten totaal: 55,765 punten |
| Georgia Bonora Ashleigh Brennan Emily Little Larrissa Miller Lauren Mitchell | meerkamp team (v)        | 10e                  | kwalificatie: 10e met 166,721 punten |

### Hockey

#### Mannen
| Olympiër | Onderdeel | Resultaat | Prestatie |
| --- | --------- | --------- | --- |
| Des Abbott Matthew Butturini Nathan Burgers Joel Carroll Chris Ciriello Tim Deavin Liam De Young Jamie Dwyer Matt Ghodes Kieran Govers Fergus Kavanagh Mark Knowles Eddie Ockenden Simon Orchard Matthew Swann Glenn Turner | mannen    | Brons     | groepsfase: 2e W van Zuid-Afrika: 6-0 W van Spanje: 5-0 G tegen Argentinië: 2-2 G tegen Groot-Brittannië: 3-3 W van Pakistan: 7-0 halve finale: V van Duitsland: 2-4 bronzen finale: W van Groot-Brittannië: 3-1 |

| Groep A |                  |             |             |             |             |            |            |            |        |
| #       | Land             | Wedstrijden | Wedstrijden | Wedstrijden | Wedstrijden | Doelpunten | Doelpunten | Doelpunten | Punten |
| #       | Land             | G           | W           | G           | V           | V          | T          | Saldo      | Punten |
| 1       | Australië        | 5           | 3           | 2           | 0           | 23         | 5          | +18        | 11     |
| 2       | Groot-Brittannië | 5           | 2           | 3           | 0           | 14         | 8          | +6         | 9      |
| 3       | Spanje           | 5           | 2           | 2           | 1           | 8          | 10         | −2         | 8      |
| 4       | Pakistan         | 5           | 2           | 1           | 2           | 9          | 16         | −7         | 7      |
| 5       | Argentinië       | 5           | 1           | 1           | 3           | 10         | 14         | −4         | 4      |
| 6       | Zuid-Afrika      | 5           | 0           | 1           | 4           | 11         | 22         | −11        | 1      |

| Ronde          | Datum  | Plaats           | Land | Score       | Land |
| -------------- | ------ | ---------------- | ---- | ----------- | ---- |
| Groepsfase     |        |                  |      |             |      |
| 30 juli        | Londen | Australië        | 6-0  | Zuid-Afrika |      |
| 1 augustus     | Londen | Spanje           | 0-5  | Australië   |      |
| 3 augustus     | Londen | Australië        | 2-2  | Argentinië  |      |
| 5 augustus     | Londen | Groot-Brittannië | 3-3  | Australië   |      |
| 7 augustus     | Londen | Australië        | 7-0  | Pakistan    |      |
| Halve finale   |        |                  |      |             |      |
| 9 augustus     | Londen | Australië        | 2-4  | Duitsland   |      |
| Bronzen finale |        |                  |      |             |      |
| 11 augustus    | Londen | Australië        | 3-1  | Duitsland   |      |

#### Vrouwen
| Olympiër | Onderdeel | Resultaat | Prestatie |
| --- | --------- | --------- | --- |
| Teneal Attard Madonna Blyth Fiona Boyce Jade Close Toni Cronk Casey Eastham Anna Flanagan Kate Jenner Kobie McGurk Hope Munro Georgia Nanscawen Ashleigh Nelson Megan Rivers Jodie Schulz Emily Smith Jayde Taylor | vrouwen   | 5e        | groepsfase: 3e V van Nieuw-Zeeland: 0-1 W van Duitsland: 3-1 W van Verenigde Staten: 1-0 W van Zuid-Afrika: 1-0 G tegen Argentinië: 0-0 5-6e plek: W van China: 2-0 |

| Groep B |                  |             |             |             |             |            |            |            |        |
| #       | Land             | Wedstrijden | Wedstrijden | Wedstrijden | Wedstrijden | Doelpunten | Doelpunten | Doelpunten | Punten |
| #       | Land             | G           | W           | G           | V           | V          | T          | Saldo      | Punten |
| 1       | Argentinië       | 5           | 3           | 1           | 1           | 12         | 4          | +8         | 10     |
| 2       | Nieuw-Zeeland    | 5           | 3           | 1           | 1           | 9          | 5          | +4         | 10     |
| 3       | Australië        | 5           | 3           | 1           | 1           | 5          | 2          | +3         | 10     |
| 4       | Duitsland        | 5           | 2           | 1           | 2           | 6          | 7          | −1         | 7      |
| 5       | Zuid-Afrika      | 5           | 1           | 0           | 4           | 9          | 14         | −5         | 3      |
| 6       | Verenigde Staten | 5           | 1           | 0           | 4           | 4          | 13         | −9         | 3      |

| Ronde       | Datum  | Plaats        | Land | Score            | Land |
| ----------- | ------ | ------------- | ---- | ---------------- | ---- |
| Groepsfase  |        |               |      |                  |      |
| 29 juli     | Londen | Nieuw-Zeeland | 1-0  | Australië        |      |
| 31 juli     | Londen | Duitsland     | 1-3  | Australië        |      |
| 2 augustus  | Londen | Australië     | 1-0  | Verenigde Staten |      |
| 4 augustus  | Londen | Australië     | 1-0  | Zuid-Afrika      |      |
| 6 augustus  | Londen | Argentinië    | 0-0  | Australië        |      |
| 5-6e plek   |        |               |      |                  |      |
| 10 augustus | Londen | China         | 0-2  | Australië        |      |

### Judo
| Olympiër         | Onderdeel  | Resultaat | Prestatie |
| ---------------- | ---------- | --------- | --- |
| Arnie Dickins    | -60kg (m)  | 33e       | 1e ronde: V van GEO Shukvani: waza-ari                                                                                                 |
| Ivo dos Santos   | -66kg (m)  | 17e       | 1e ronde: vrij 2e ronde: V van GBR Oates: jury-beslissing                                                                              |
| Mark Anthony     | -90kg (m)  | 7e        | 1e ronde: vrij 2e ronde: W van GEO Liparteliani: waza-ari kwartfinale: V van CUB Gonzalez: yuko herkansingen: V van GRE Iliadis: ippon |
| Daniel Kelly     | -100kg (m) | 17e       | 1e ronde: V van UKR Bloshenko: waza-ari                                                                                                |
| Jake Andrewartha | +100kg (m) | 17e       | 1e ronde: V van GBR Sherrington: waza-ari                                                                                              |
|                  |            |           | |
| Carli Renzi      | -57kg (v)  | 9e        | 1e ronde: vrij 2e ronde: V van FRA Pavia: waza-ari                                                                                     |

### Kanovaren
| Olympiër                                                        | Onderdeel     | Resultaat | Prestatie                                                                       |
| Slalom                                                          | Slalom        | Slalom    | Slalom                                                                          |
| --------------------------------------------------------------- | ------------- | --------- | ------------------------------------------------------------------------------- |
| Kynan Maley                                                     | C-1 (m)       | 6e        | voorronde: 12e met 96,07s halve finale: 8e met 105,49s finale: 6e met 107,08s   |
| Robin Jeffery Kynan Maley                                       | C-2 (m)       | 10e       | voorronde: 10e met 107,47s halve finale: 10e met 162,14s                        |
| Warwick Draper                                                  | K-1 (m)       | 18e       | voorronde: 18e met 95,08s                                                       |
|                                                                 |               |           |                                                                                 |
| Jessica Fox                                                     | K-1 (v)       | Zilver    | voorronde: 4e met 100,33s halve finale: 8e met 112,63s finale: 2e met 106,51s   |
| Vlakwater                                                       |               |           |                                                                                 |
| Sebastian Marczak                                               | C-1 200m (m)  | 17e       | serie 1: 6e in 42,845 halve finale 2: 6e in 43,441                              |
| Jake Donaghey                                                   | C-1 1000m (m) | 12e       | serie 1: 4e in 4.21,928 halve finale 1: 6e in 4:26.202 finale B: 4e in 4.22,005 |
| Jake Donaghey Alexander Haas                                    | C-2 1000m (m) | 11e       | serie 1: 6e in 3.52,589 halve finale 1: 5e in 3.52,018 finale B: 3e in 3.50,782 |
| Murray Stewart                                                  | K-1 200m (m)  | 17e       | serie 1: 6e in 37,202                                                           |
| Murray Stewart                                                  | K-1 1000m (m) | 16e       | serie 3: 6e in 3.32,768 halve finale 1: 6e in 3.32,975 finale B: 8e in 3.40,834 |
| Stephen Bird Jesse Phillips                                     | K-2 200m (m)  | 6e        | serie 2: 4e in 34,120 halve finale: 4e in 34,071 finale: 6e in 35,315           |
| Murray Stewart Kenneth Wallace                                  | K-2 1000m (m) | 4e        | serie 1: 2e in 3.19,073 halve finale 1: 2e in 3.13,239 finale: 4e in 3.11,456   |
| Jacob Clear Dave Smith Tate Smith Murray Stewart                | K-4 1000m (m) | Goud      | serie 2: 3e in 2.59,789 halve finale: 1e in 2.52,505 finale: 1e in 2.55,085     |
|                                                                 |               |           |                                                                                 |
| Alana Nichols                                                   | K-1 200m (v)  | 16e       | serie 4: 2e in 42,453 halve finale 3: 4e in 41,595 finale B: 8e in 45,819       |
| Alana Nichols                                                   | K-1 500m (v)  | 16e       | serie 4: 2e in 1.53,823 halve finale 1: 5e in 1.52,224 finale B: 8e in 1.59,033 |
| Naomi Flood Lindsie Fogarty                                     | K-2 500m (v)  | 12e       | serie 1: 4e in 1:46.554 halve finale 2: 7e in 1:45.372 finale B: 4e in 1.47,650 |
| Joanne Brigden-Jones Hannah Davis Lyndsie Fogarty Rachel Lovell | K-4 500m (v)  | 9e        | serie 1: 6e in 1.41,794 halve finale: 6e in 1.33,671                            |

### Moderne vijfkamp
| Olympiër       | Onderdeel | Resultaat | Prestatie |
| -------------- | --------- | --------- | --- |
| Ed Fernon      | mannen    | 27e       | schermen: 29e met 736 punten zwemmen: 33e met 1204 punten paardrijden: 12e met 1152 punten combinatie: 15e met 2408 punten totaal: 5480 punten |
|                |           |           | |
| Chloe Esposito | vrouwen   | 7e        | schermen: 30e met 736 punten zwemmen: 5e met 1216 punten paardrijden: 8e met 1156 punten combinatie: 5e met 2140 punten totaal: 5248 punten    |

### Paardensport
| Olympiër                                                                        | Onderdeel   | Resultaat | Prestatie |
| Dressuur                                                                        | Dressuur    | Dressuur  | Dressuur |
| ------------------------------------------------------------------------------- | ----------- | --------- | --- |
| Mary Hanna op "Sancette"                                                        | individueel | 43e       | Grand prix: 43e met 67,694 punten |
| Kristy Oatley op "Clive"                                                        | individueel | 42e       | Grand prix: 42e met 68,222 punten |
| Lyndal Oatley op "Sandro Boy"                                                   | individueel | 37e       | Grand prix: 37e met 69,377 punten |
| Mary Hanna Kristy Oatley Lyndal Oatley                                          | team        | 9e        | Grand prix: 9e met 68,521 punten |
| Eventing                                                                        |             |           | |
| Chris Burton op "HP leilani"                                                    | individueel | 16e       | dressuur: 24e met 46,10 strafpunten crosscountry: 1e met 0 strafpunten springconcours: 22e met 12 strafpunten totaal: 62,10 strafpunten     |
| Clayton Fredericks op "Bendigo"                                                 | individueel | DNF       | dressuur: 10e met 40,40 strafpunten crosscountry: niet gefinisht                                                                            |
| Lucinda Fredericks op "Flying Finish"                                           | individueel | 35e       | dressuur: 7e met 40 strafpunten crosscountry: 49e met 38 strafpunten springconcours: 12e met 1 strafpunt totaal: 79 strafpunten             |
| Andrew Hoy op "Rutherglen"                                                      | individueel | 13e       | dressuur: 13e met 41,70 strafpunten crosscountry: 28e met 7,60 strafpunten springconcours: 1e met 8 strafpunten totaal: 57,30 strafpunten   |
| Sam Griffiths op "Happy Times"                                                  | individueel | DNF       | dressuur: 23e met 45,40 strafpunten crosscountry: niet gefinisht                                                                            |
| Chris Burton Clayton Fredericks Lucinda Fredericks Andrew Hoy Shane Rose        | team        | 6e        | dressuur: 2e met 122,10 strafpunten crosscountry: 9e met 51,30 strafpunten springconcours: 7e met 13 strafpunten totaal: 186,40 strafpunten |
| Springconcours                                                                  |             |           | |
| Julia Hargreaves op "Vedor"                                                     | individueel | 35e       | kwalificatie: 31e met 13 strafpunten finale: 35e met 17 strafpunten                                                                         |
| James Paterson-Robinson op "Lanosso"                                            | individueel | 39e       | kwalificatie: 39e met 21 strafpunten |
| Edwina Tops-Alexander op "Itot du Chateau"                                      | individueel | 20e       | kwalificatie: 4e met 4 strafpunten finale: 20e met 13 strapunten                                                                            |
| Matthew Williams op "Watch Me"                                                  | individueel | 72e       | kwalificatie: 72e met 42 strafpunten |
| Julia Hargreaves James Paterson-Robinson Edwina Tops-Alexander Matthew Williams | team        | 10e       | kwalificatie: 10e met 12 strafpunten |

### Roeien
| Olympiër | Onderdeel              | Resultaat | Prestatie                                                                                                  |
| --- | ---------------------- | --------- | --- |
| Rod Chishulm Tom Gibson | lichte dubbel-twee (m) | 13e       | serie 2: 3e in 6.47,33 herkansingen: 3e in 6.34,29 halve finale C/D: 1e in 7.06,24 finale C: 1e in 6.44,40 |
| Scott Brennan David Crawshay | dubbel-twee (m)        | 8e        | serie 1: 4e in 6.21,25 herkansingen: 1e in 6.25,36 halve finale 1: 5e in 6.23,47 finale B: 2e in 6.22,19   |
| Brodie Buckland James Marburg | twee-zonder (m)        | 5e        | serie 2: 2e in 6.24,83 halve finale 2: 3e in 7.02,12 finale: 5e in 7.02,12                                 |
| Karsten Forsterling James McRae Chris Morgan Daniel Noonan                                                                                | dubbel-vier (m)        | Brons     | serie 2: 3e in 5.41,56 halve finale 1: 2e in 6.05,45 finale: 3e in 5.45,22                                 |
| Samuel Beltz Ben Cureton Anthony Edwards Todd Skipworth                                                                                   | lichte vier-zonder (m) | 4e        | serie 2: 2e in 5.55,18 halve finale 2: 3e in 6.05,31 finale: 4e in 6.04,05                                 |
| James Chapman Joshua Dunkley-Smith Drew Ginn William Lockwood                                                                             | vier-zonder (m)        | Zilver    | serie 1: 1e in 5.47,06 (OR) halve finale 1: 2e in 5.59,23 finale: 2e in 6.05,19                            |
| Josh Booth Bryn Coudraye Francis Hegerty Tobias Lister Sam Loch Cameron McKenzie-McHarg Nick Purnell Matt Ryan Tom Swann                  | acht (m)               | 6e        | serie 1: 2e in 5.32,43 herkansingen: 4e in 5.28,67 finale: 6e in 5.51,87                                   |
| |                        |           | |
| Kim Crow | skiff (v)              | Brons     | series 2: 1e in 7.41,18 kwartfinale 1: 1e in 7.34,29 halve finale 1: 2e in 7:44.69 finale: 3e in 7.58,04   |
| Hannah Every-Hall Bronwen Watson | lichte dubbel-twee (v) | 5e        | serie 2: 2e in 7.05,30 halve finale 2: 3e in 7.12,35 finale: 5e in 7.20,68                                 |
| Kim Crow Brooke Pratley | dubbel-twee (v)        | Zilver    | serie 2: 1e in 6.48,80 finale: 2e in 6.58,55                                                               |
| Kate Hornsey Sarah Tait | twee-zonder (v)        | Zilver    | serie 2: 1e in 7.01,60 finale: 2e in 7.29,86                                                               |
| Amy Clay Dana Faletic Pauline Frasca Kerry Hore                                                                                           | dubbel-vier (v)        | 4e        | serie 2: 2e in 6.17,52 herkansingen: 1e in 6.18,80 finale: 4e in 6.41,67                                   |
| Renee Chatterton Sarah Cook Tess Gerrand Alexandra Hagan Sally Kehoe Elizabeth Patrick Phoebe Stanley Hannah Vermeersch Robyn Selby Smith | acht (v)               | 6e        | serie 1: 2e in 6.20,89 herkansingen: 3e in 6.18,63 finale: 6e in 6.18,86                                   |

### Schietsport
| Olympiër            | Onderdeel                  | Resultaat | Prestatie                                                                       |
| ------------------- | -------------------------- | --------- | ------------------------------------------------------------------------------- |
| Daniel Repacholi    | 10m luchtpistool (m)       | 28e       | kwalificatie: 575 punten (95-98-96-95-97-94)                                    |
| Daniel Repacholi    | 50m pistool (m)            | 19e       | kwalificatie: 557 punten (94-95-90-93-90-95)                                    |
| David Chapman       | 25m snelvuurpistool (m)    | 18e       | kwalificatie: 559 punten (82-94-92-97-91-93)                                    |
| Will Godward        | 10m luchtgeweer (m)        | 40e       | kwalificatie: 588 punten (99-99-98-99-98-95)                                    |
| Dane Sampson        | 10m luchtgeweer (m)        | 42e       | kwalificatie: 587 punten (98-98-99-97-97-98)                                    |
| Dane Sampson        | 50m geweer 3 houdingen (m) | 37e       | kwalificatie: 1151 punten (392-381-378)                                         |
| Dane Sampson        | 50m geweer liggend (m)     | 48e       | kwalificatie: 583 punten (96-97-99-96-97-98)                                    |
| Warren Potent       | 50m geweer liggend (m)     | 32e       | kwalificatie: 591 punten (98-98-99-98-98-100)                                   |
| Clive Barton        | skeet (m)                  | 33e       | kwalificatie: 109 punten (20-22-25-21-21)                                       |
| Keith Ferguson      | skeet (m)                  | 20e       | kwalificatie: 116 punten (23-22-23-22-24)                                       |
| Michael Diamond     | trap (m)                   | 4e        | kwalificatie: 1e met 125 punten (OR) (25-25-25-25-25) finale: 4e met 145 punten |
| Adam Vella          | trap (m)                   | 15e       | kwalificatie: 119 punten (23-23-23-25-25)                                       |
| Russell Mark        | dubbeltrap (m)             | 20e       | kwalificatie: 128 punten (43-41-44)                                             |
|                     |                            |           |                                                                                 |
| Dina Aspandiyarova  | 10m luchtpistool (v)       | 14e       | kwalificatie: 382 punten (96-94-98-94)                                          |
| Lalita Yauhleuskaya | 10m luchtpistool (v)       | 40e       | kwalificatie: 371 punten (95-90-94-92)                                          |
| Lalita Yauhleuskaya | 25m pistool (v)            | 23e       | kwalificatie: 288 punten (96-95-97-98-99-95)                                    |
| Hayley Chapman      | 25m pistool (v)            | 34e       | kwalificatie: 278 punten (93-92-93-97-96-97)                                    |
| Alethea Sedgman     | 10m luchtgeweer (v)        | 52e       | kwalificatie: 387 punten (96-98-97-96)                                          |
| Alethea Sedgman     | 50m geweer 3 houdingen (v) | DNS       | niet gestart                                                                    |
| Robyn Van Nus       | 10m luchtgeweer (v)        | 45e       | kwalificatie: 391 punten (95-99-99-98)                                          |
| Robyn Van Nus       | 50m geweer 3 houdingen (v) | 41e       | kwalificatie: 570 punten (195-187-188)                                          |
| Lauryn Mark         | skeet (v)                  | 15e       | kwalificatie: 59 punten (17-22-20)                                              |
| Suzanne Balogh      | trap (v)                   | 5e        | kwalificatie: 3e met 72 punten (24-23-25) finale: 5e met 87 punten              |

### Schoonspringen
| Olympiër                         | Onderdeel               | Resultaat | Prestatie                                                                                             |
| -------------------------------- | ----------------------- | --------- | --- |
| Ethan Warren                     | 3m plank (m)            | 7e        | kwalificatie: 15e met 441,50 punten halve finale: 11e met 456.85 punten finale: 7e met 488,95 punten  |
| James Connor                     | 10m toren (m)           | 20e       | kwalificatie: 20e met 427,45 punten                                                                   |
| Matthew Mitcham                  | 10m toren (m)           | 13e       | kwalificatie: 9e met 457,20 punten halve finale: 13e met 482,40 punten                                |
|                                  |                         |           | |
| Jaele Patrick                    | 3m plank (v)            | 11e       | kwalificatie: 18e met 289,65 punten halve finale: 11e met 315,60 punten finale: 11e met 309,40 punten |
| Sharleen Stratton                | 3m plank (v)            | 5e        | kwalificatie: 5e met 342,70 punten halve finale: 9e met 327,60 punten finale: 5e met 345,65 punten    |
| Brittany Broben                  | 10m toren (v)           | Zilver    | kwalificatie: 4e met 339,80 punten halve finale: 3e met 359,55 punten finale: 2e met 366,50 punten    |
| Melissa Wu                       | 10m toren (v)           | 4e        | kwalificatie: 5e met 337,90 punten halve finale: 4e met 355,60 punten finale: 4e met 358,10 punten    |
| Anabelle Smith Sharleen Stratton | 3m plank synchroon (v)  | 5e        | 304,95 punten                                                                                         |
| Rachel Bugg Loudy Wiggins        | 10m toren synchroon (v) | 4e        | 323,55 punten                                                                                         |

### Synchroonzwemmen
| Olympiër | Onderdeel | Resultaat | Prestatie                                                                                         |
| --- | --------- | --------- | ------------------------------------------------------------------------------------------------- |
| Eloise Amberger Sarah Bombell | duet      | 23e       | technische routine: 23e met 77,4 punten vrije routine: 23e met 77,48 punten totaal: 154,88 punten |
| Eloise Amberger Jenny-Lynn Anderson Sarah Bombell Olga Burtaev Tamika Domrow Bianca Hammett Tarren Otte Francesca Owen Samantha Reid | team      | 8e        | technische routine: 8e met 77,5 punten vrije routine: 8e met 77,43 punten totaal: 154,93 punten   |

### Taekwondo
| Olympiër      | Onderdeel | Resultaat | Prestatie |
| ------------- | --------- | --------- | --- |
| Safwan Khalil | -58kg (m) | 5e        | 1e ronde: W van MEX de Leon Diego: 9-4 kwartfinale: V van ESP Gonzalez: 3-5 herkansingen: W van SWE Sanli: 4-1 bronzen finale: V van RUS Denisenko: 1-3 |
|               |           |           | |
| Carmen Marton | -67kg (v) | 5e        | 1e ronde: W van IRI Hajipourgoli: 4-4 kwartfinale: W van SWE Johansson: 6-3 halve finale: V van TUR Tatar: 0-6 bronzen finale: V van GER Fromm: 2-8     |

### Tafeltennis
| Olympiër                                | Onderdeel     | Resultaat | Prestatie |
| --------------------------------------- | ------------- | --------- | --- |
| Justin Han                              | enkelspel (m) | 49e       | voorronde: W van TGA Agbetoglo: 4-2 1e ronde: V van IRI Alamian: 0-4                                                    |
| William Henzell                         | enkelspel (m) | 17e       | voorronde: vrij 1e ronde: W van HUN Pattantyus: 4-1 2e ronde: W van POR Monteiro: 4-2 3e ronde: V van BLR Samsonov: 3-4 |
| Robert Frank Justin Han William Henzell | team (m)      | 9e        | 1e ronde: V van Singapore: 0-3                                                                                          |
|                                         |               |           | |
| Jian Fang Lay                           | enkelspel (v) | 33e       | voorronde: vrij 1e ronde: W van BRA Silva: 4-1 2e ronde: V van FRA Xue: 3-4                                             |
| Miao Miao                               | enkelspel (v) | 33e       | voorronde: vrij 1e ronde: W van CZE Hadacova: 4-2 2e ronde: V van TPE Yi-Hua: 0-4                                       |
| Jian Fang Lay Miao Miao Vivian Tan      | team (v)      | 9e        | 1e ronde: V van Duitsland: 0-3                                                                                          |

### Tennis
| Olympiër                              | Onderdeel      | Resultaat | Prestatie |
| ------------------------------------- | -------------- | --------- | --- |
| Lleyton Hewitt                        | enkelspel (m)  | 9e        | 1e ronde: W van UKR Stachovsky: 6-3, 4-6, 6-3 2e ronde: W van CRO Čilić 6-4, 7-5 3e ronde: V van SRB Đoković 6-4, 5-7, 1-6 |
| Bernard Tomic                         | enkelspel (m)  | 33e       | 1e ronde: V van JPN Nishikori: 6-7(4), 6-7(4)                                                                              |
|                                       |                |           | |
| Samantha Stosur                       | enkelspel (v)  | 33e       | 1e ronde: V van ESP Suárez Navarro: 6-3, 5-7, 8-10                                                                         |
| Casey Dellacqua Samantha Stosur       | dubbelspel (v) | 17e       | 1e ronde: V van ESP Llagostera Vives / Martinez Sanchez: 1-6, 1-6                                                          |
| Jarmila Gajdošová Anastasia Rodionova | dubbelspel (v) | 17e       | 1e ronde: V van RUS Makarova / Vesnina: 1-6, 4-6                                                                           |

### Triatlon
| Olympiër          | Onderdeel | Resultaat | Prestatie      |
| ----------------- | --------- | --------- | -------------- |
| Courtney Atkinson | mannen    | 18e       | 1:49.19        |
| Brad Kahlefeldt   | mannen    | 32e       | 1:50.23        |
| Brendan Sexton    | mannen    | 35e       | 1:50.36        |
|                   |           |           |                |
| Erin Densham      | vrouwen   | Brons     | 1:59.50        |
| Emma Jackson      | vrouwen   | 8e        | 2:01.16        |
| Emma Moffatt      | vrouwen   | DNF       | niet gefinisht |

### Volleybal

#### Beach
| Olympiër                      | Onderdeel | Resultaat | Prestatie |
| ----------------------------- | --------- | --------- | --- |
| Louise Bawden Becchara Palmer | Beach (v) | 19e       | groep E: 4e V van GER Goller/Ludwig: 1-2 (18-21, 21-19, 8-15) V van NED Meppelink/van Gestel: 0-2 (19-21, 15-21) V van BRA Antonelli/Antunes: 1-2 (21-18, 16-21, 9-15)                  |
| Natalie Cook Tamsin Hinchley  | Beach (v) | 19e       | groep C: 4e V van USA May-Treanor/Walsh Jennings: 0-2 (18-21, 19-21) V van AUT D Schwaiger/S Schwaiger: 1-2 (21-18, 20-22, 10-15) V van CZE Kolocová/Sluková: 1-2 (16-21, 21-18, 11-15) |

#### Zaal
| Olympiër | Onderdeel | Resultaat | Prestatie |
| --- | --------- | --------- | --- |
| Thomas Edgar Andrew Grant Travis Passier Harrison Peacock Nathan Roberts Luke Smith Greg Sukochev Aden Tutton Adam White Lincoln Williams Igor Yudin Aidan Zingel | zaal (m)  | 9e        | groep A: 5e V van Argentinië: 0-3 (21-25, 22-25, 20-25) W van Groot-Brittannië: 3-0 (25-15, 25-18, 25-20) V van Bulgarije: 0-3 (23-25, 21-25, 22-25) V van Italië: 2-3 (25-21, 25-18, 21-25, 14-25, 13-15) W van Polen: 3-1 (25-21, 25-22, 18-25, 25-22) |

| Groep A |                  |             |             |             |      |      |       |           |           |           |        |
| #       | Land             | Wedstrijden | Wedstrijden | Wedstrijden | Sets | Sets | Sets  | Setpunten | Setpunten | Setpunten | Punten |
| #       | Land             | G           | W           | V           | V    | T    | Saldo | V         | T         | Saldo     | Punten |
| 1       | Bulgarije        | 5           | 4           | 1           | 13   | 4    | +9    | 407       | 390       | +17       | 12     |
| 2       | Polen            | 5           | 3           | 2           | 11   | 7    | +4    | 433       | 374       | +59       | 9      |
| 3       | Argentinië       | 5           | 3           | 2           | 10   | 7    | +2    | 382       | 367       | +15       | 9      |
| 4       | Italië           | 5           | 3           | 2           | 10   | 9    | +1    | 426       | 413       | +13       | 8      |
| 5       | Australië        | 5           | 2           | 3           | 8    | 10   | −2    | 395       | 397       | −2        | 7      |
| 6       | Groot-Brittannië | 5           | 0           | 5           | 0    | 15   | −15   | 274       | 376       | −102      | 0      |

| Ronde      | Datum  | Plaats    | Land | Score            | Land |
| ---------- | ------ | --------- | ---- | ---------------- | ---- |
| Groepsfase |        |           |      |                  |      |
| 29 juli    | Londen | Australië | 0-3  | Argentinië       |      |
| 31 juli    | Londen | Italië    | 0-3  | Australië        |      |
| 2 augustus | Londen | Australië | 0-3  | Verenigde Staten |      |
| 4 augustus | Londen | Australië | 2-3  | Verenigde Staten |      |
| 6 augustus | Londen | Australië | 3-1  | Verenigde Staten |      |

### Waterpolo

#### Mannen
| Olympiër | Onderdeel | Resultaat | Prestatie |
| --- | --------- | --------- | --- |
| Jamie Beadsworth Richie Campbell James Clark Tim Cleland Johnno Cotterill Joel Dennerley Rhys Howden Sam McGregor Billy Miller Aidan Roach Thomas Whalan Gavin Woods Aaron Younger | mannen    | 7e        | groep A: 4e V van Italië: 5-8 W van Kazachstan: 7-4 V van Spanje: 9-13 V van Kroatië: 6-11 W van Griekenland: 13-8 kwartfinale: V van Servië: 8-11 5-8e plek: V van Hongarije: 9-10 7-8e plek: W van Verenigde Staten: 10-9 |

| Groep A |             |             |             |             |             |        |        |        |        |
| #       | Land        | Wedstrijden | Wedstrijden | Wedstrijden | Wedstrijden | Punten | Punten | Punten | Punten |
| #       | Land        | G           | W           | G           | V           | V      | T      | Saldo  | Punten |
| 1       | Kroatië     | 5           | 5           | 0           | 0           | 50     | 29     | +21    | 10     |
| 2       | Italië      | 5           | 3           | 1           | 1           | 40     | 36     | +4     | 7      |
| 3       | Spanje      | 5           | 3           | 0           | 2           | 52     | 42     | +10    | 6      |
| 4       | Australië   | 5           | 2           | 0           | 3           | 40     | 44     | −4     | 4      |
| 5       | Griekenland | 5           | 1           | 1           | 3           | 41     | 43     | −2     | 3      |
| 6       | Kazachstan  | 5           | 0           | 0           | 5           | 24     | 53     | −9     | 0      |

| Ronde       | Datum  | Plaats           | Land | Score      | Land |
| ----------- | ------ | ---------------- | ---- | ---------- | ---- |
| Groepsfase  |        |                  |      |            |      |
| 29 juli     | Londen | Italië           | 8-5  | Australië  |      |
| 31 juli     | Londen | Australië        | 7-4  | Kazachstan |      |
| 2 augustus  | Londen | Spanje           | 13-9 | Australië  |      |
| 4 augustus  | Londen | Kroatië          | 11-6 | Australië  |      |
| 6 augustus  | Londen | Griekenland      | 8-13 | Australië  |      |
| Kwartfinale |        |                  |      |            |      |
| 8 augustus  | Londen | Australië        | 8-1  | Servië     |      |
| 5-8e plek   |        |                  |      |            |      |
| 10 augustus | Londen | Hongarije        | 10-9 | Australië  |      |
| 7-8e plek   |        |                  |      |            |      |
| 12 augustus | Londen | Verenigde Staten | 9-10 | Australië  |      |

#### Vrouwen
| Olympiër | Onderdeel | Resultaat | Prestatie |
| --- | --------- | --------- | --- |
| Gemma Beadsworth Victoria Brown Kate Gynther Bronwen Knox Holly Lincoln-Smith Alicia McCormack Jane Moran Glencora Ralph Mel Rippon Sophie Smith Ash Southern Rowie Webster Nicola Zagame | vrouwen   | Brons     | groepsfase: 1e W van Italië: 10-8 W van Groot-Brittannië: 16-3 W van Rusland: 13-8 kwartfinale: W van China: 4-2 ns halve finale: V van Verenigde Staten: 9-11 bronzen finale: W van Hongarije: 13-11 |

| Groep B |                  |             |             |             |             |        |        |        |        |
| #       | Land             | Wedstrijden | Wedstrijden | Wedstrijden | Wedstrijden | Punten | Punten | Punten | Punten |
| #       | Land             | G           | W           | G           | V           | V      | T      | Saldo  | Punten |
| 1       | Australië        | 3           | 3           | 0           | 0           | 37     | 19     | +18    | 6      |
| 2       | Rusland          | 3           | 2           | 0           | 1           | 22     | 21     | +1     | 4      |
| 3       | Italië           | 3           | 1           | 0           | 2           | 22     | 22     | +0     | 2      |
| 4       | Groot-Brittannië | 3           | 0           | 0           | 3           | 14     | 33     | −19    | 0      |

| Ronde          | Datum  | Plaats           | Land  | Score     | Land |
| -------------- | ------ | ---------------- | ----- | --------- | ---- |
| Groepsfase     |        |                  |       |           |      |
| 30 juli        | Londen | Italië           | 8-10  | Australië |      |
| 1 augustus     | Londen | Groot-Brittannië | 3-16  | Australië |      |
| 3 augustus     | Londen | Rusland          | 8-11  | Australië |      |
| Kwartfinale    |        |                  |       |           |      |
| 5 augustus     | Londen | China            | 16-16 | Australië |      |
| Halve finale   |        |                  |       |           |      |
| 7 augustus     | Londen | Verenigde Staten | 11-9  | Australië |      |
| Bronzen finale |        |                  |       |           |      |
| 9 augustus     | Londen | Australië        | 13-11 | Hongarije |      |

### Wielersport
| Olympiër                                                                    | Onderdeel                | Resultaat | Prestatie |
| Baan                                                                        | Baan                     | Baan      | Baan |
| --------------------------------------------------------------------------- | ------------------------ | --------- | --- |
| Glenn O'Shea                                                                | omnium (m)               | 5e        | vliegende ronde: 3e in 13,11s puntenkoers: 8e met 25 punten afvalling: 3e individuele achtervolging: 3e in 4.24,811 scratch: 14e tijdrit: 3e in 1.02,513 totaal: 34 punten                                           |
| Shane Perkins                                                               | sprint (m)               | Brons     | kwalificatie: 3e in 9,987 1e ronde: W van ESP Mazquiaran: 10,722 2e ronde: W van VEN Canelón: 10,978 kwartfinale 3: W van USA Watkins: 2-0 halve finale: V van FRA Baugé: 0-2 bronzen finale: W van TRI Phillip: 2-0 |
| Jack Bobridge Rohan Dennis Alexander Edmondson Michael Hepburn Glenn O’Shea | ploegenachtervolging (m) | Zilver    | kwalificatie: 2e in 3.55,694 1e ronde: W van Nieuw-Zeeland: 3.54,317 finale: V van Groot-Brittannië: 3.54,581 |
| Matthew Glaetzer Shane Perkins Scott Sunderland                             | teamsprint (m)           | 4e        | kwalificatie: 3e in 43,377 1e ronde: W van China: 43,261 bronzen finale: V van Duitsland: 43,355 |
|                                                                             |                          |           | |
| Anna Meares                                                                 | keirin (v)               | 5e        | 1e ronde: 2e 2e ronde: 1e finale: 5e |
| Anna Meares                                                                 | sprint (v)               | Goud      | kwalificatie: 2e in 10,805 1e ronde: W van JPN Maeda: 11,800 2e ronde: W van CAN Sullivan: 11,566 kwartfinale 2: W van UKR Shulika: 2-0 halve finale 2: W van CHN Shuang: 2-0 finale: W van GBR Pendleton: 2-0       |
| Annette Edmondson                                                           | omnium (v)               | Brons     | vliegende ronde: 3e in 14.261s ploegkoers: 11e met 10 punten afvalling: 3e individuele achtervolging: 4e in 3.35,958 scratch: 1e tijdrit: 2e in 35,140s totaal: 24 punten                                            |
| Amy Cure Annette Edmondson Melissa Hoskins Josie Tomic                      | ploegenachtervolging (v) | 4e        | kwalificatie: 3e in 3.19,719 1e ronde: 3e in 3.16,935 bronzen finale: V van Canada: 3.18,096 |
| Anna Meares Kaarle McCulloch                                                | teamsprint (v)           | Brons     | kwalificatie: 4e in 32,825 1e ronde: W van Nederland: 32,806 bronzen finale: W van Oekraïne: 32,727 |
| BMX                                                                         |                          |           | |
| Brian Kirkham                                                               | BMX (m)                  | 24e       | plaatsingsronde: 22e in 39,610 kwartfinale 4: 7e met 25 punten |
| Sam Willoughby                                                              | BMX (m)                  | Zilver    | plaatsingsronde: 6e in 38,496 kwartfinale 4: 3e met 16 punten halve finale 2: 1e met 5 punten finale: 2e in 37,929                                                                                                   |
| Khalen Young                                                                | BMX (m)                  | 15e       | plaatsingsronde: 17e in 39.304 kwartfinale 1: 4e met 19 punten halve finale 1: 8e met 25 punten |
|                                                                             |                          |           | |
| Caroline Buchanan                                                           | BMX (v)                  | 5e        | plaatsingsronde: 1e in 38,434s halve finale 1: 1e met 4 punten finale: 5e in 38,903 |
| Lauren Reynolds                                                             | BMX (v)                  | 15e       | plaatsingsronde: 9e in 40.045 halve finale 1: 8e met 19 punten |
| Mountainbike                                                                |                          |           | |
| Daniel McConnell                                                            | mountainbike (m)         | 21e       | 1:33.22 |
|                                                                             |                          |           | |
| Rebecca Henderson                                                           | mountainbike (v)         | 25e       | 1:41.35 |
| Weg                                                                         |                          |           | |
| Michael Rogers                                                              | tijdrit (m)              | 6e        | 52.51,39 |
| Michael Rogers                                                              | wegwedstrijd (m)         | 91e       | 5:46.37 |
| Cadel Evans                                                                 | tijdrit (m)              | DNS       | niet gestart |
| Cadel Evans                                                                 | wegwedstrijd (m)         | 80e       | 5:46.37 |
| Simon Gerrans                                                               | wegwedstrijd (m)         | 83e       | 5:46.37 |
| Matthew Goss                                                                | wegwedstrijd (m)         | 85e       | 5:46.37 |
| Stuart O'Grady                                                              | wegwedstrijd (m)         | 6e        | 5:46.05 |
|                                                                             |                          |           | |
| Shara Gillow                                                                | tijdrit (v)              | 13e       | 40.25,03 |
| Shara Gillow                                                                | wegwedstrijd (v)         | 39e       | 3:37.22 |
| Chloe Hosking                                                               | wegwedstrijd (v)         | DNF       | buiten tijdslimiet |
| Amanda Spratt                                                               | wegwedstrijd (v)         | DNF       | buiten tijdslimiet |

* Cadel Evans meldde zich af voor de individuele tijdrit voor mannen. Het Australisch Olympisch Comité wees geen vervanger aan.

### Worstelen
| Olympiër      | Onderdeel   | Resultaat   | Prestatie                                           |
| Vrije stijl   | Vrije stijl | Vrije stijl | Vrije stijl                                         |
| ------------- | ----------- | ----------- | --------------------------------------------------- |
| Farzad Tarash | -60kg (m)   | 19e         | kwalificatie: vrij 1e ronde: V van PRK Ri-Jong: 0-3 |

### Zeilen
| Olympiër                                | Onderdeel        | Resultaat | Prestatie |
| --------------------------------------- | ---------------- | --------- | --- |
| Tom Slingsby                            | laser (m)        | Goud      | 43 punten (2-1-2-6-9-2-15-1-1-1; medaillerace: 18)                                                                 |
| Brendan Casey                           | finn (m)         | 13e       | 106 punten (25-7-9-16-10-17-19-9-9-5)                                                                              |
| Mathew Belcher Malcolm Page             | 470 (m)          | Goud      | 22 punten (3-9-2-1-1-1-3-5-1-1; medaillerace: 8)                                                                   |
| Iain Jensen Nathan Outteridge           | 49er (m)         | Goud      | 56 punten (8-1-2-4-2-1-10-6-9-5-4-1-1-1-3-4; medaillerace: 8)                                                      |
|                                         |                  |           | |
| Jessica Crisp                           | RS:X (v)         | 11e       | 96 punten (11-10-17-17-7-12-5-8-13-13)                                                                             |
| Krystal Weir                            | laser radial (v) | 12e       | 121 punten (18-18-10-23-7-35-7-12-4-22)                                                                            |
| Elise Rechichi Belinda Stowell          | 470 (v)          | 7e        | 83 punten (14-7-3-21 (dsq)-9-7-9-14-4-1; medaillerace: 16)                                                         |
| Nina Curtis Olivia Price Lucinda Whitty | elliott 6m (v)   | Zilver    | groepsfase: 1e (11-0) kwartfinale: W van Nederland: 3-1 halve finale: W van Finland: 2-1 finale: V van Spanje: 2-3 |

### Zwemmen
Mannen
| Olympiër | Onderdeel             | Resultaat | Prestatie                                                                  |
| --- | --------------------- | --------- | -------------------------------------------------------------------------- |
| James Magnussen | 50 m vrije slag       | 11e       | serie 7: 4e in 22,11 halve finale 1: 6e in 22,00                           |
| James Magnussen | 100 m vrije slag      | Zilver    | serie 8: 2e in 48,38 halve finale 1: 1e in 47,63 finale: 2e in 47,53       |
| Eamon Sullivan | 50 m vrije slag (m)   | 8e        | serie 7: 5e in 22,27 halve finale 1: 4e in 21,88 finale: 8e in 21,98       |
| James Roberts | 100 m vrije slag (m)  | 12e       | serie 7: 3e in 48,93 halve finale 1: 6e in 48,57                           |
| Thomas Fraser-Holmes | 200 m vrije slag (m)  | 7e        | serie 6: 5e in 1.47,50 halve finale 2: 4e in 1.46,80 finale: 7e in 1.46,93 |
| Thomas Fraser-Holmes | 400 m wisselslag (m)  | 7e        | serie 5: 3e in 4.12,66 finale: 7e in 4.13,49                               |
| Kenrick Monk | 200 m vrije slag (m)  | 13e       | serie 6: 3e in 1.46,94 halve finale 2: 7e in 1.47,38                       |
| David McKeon | 400m vrije slag (m)   | 13e       | serie 3: 5e in 3.48,57                                                     |
| Ryan Napoleon | 400m vrije slag (m)   | 8e        | serie 3: 3e in 3.47,01 finale: 8e in 3.49,25                               |
| Jarrod Poort | 1500m vrije slag (m)  | 18e       | serie 4: 7e in 15.20,82                                                    |
| Daniel Arnamnart | 100 m rugslag (m)     | 16e       | serie 6: 7e in 54,28 halve finale 1: 8e in 54,48                           |
| Hayden Stoeckel | 100 m rugslag (m)     | 7e        | serie 6: 5e in 53.88s halve finale 2: 5e in 53,72 finale: 7e in 53,55      |
| Mitch Larkin | 200 m rugslag (m)     | 8e        | serie 4: 3e in 1.57,53 halve finale 1: 4e in 1.56,82 finale: 8e in 1.58,02 |
| Matson Lawson | 200 m rugslag (m)     | 21e       | serie 4: 6e in 1.58,92                                                     |
| Christian Sprenger | 100 m schoolslag (m)  | Zilver    | serie 6: 1e in 59,62 halve finale 2: 1e in 59,61 finale: 2e in 58,93       |
| Brenton Rickard | 100 m schoolslag (m)  | 6e        | serie 4: 5e in 1.00,07 halve finale 1: 3e in 59,50 finale: 6e in 59,87     |
| Brenton Rickard | 200 m schoolslag (m)  | 7e        | serie 5: 6e in 2.11,41 halve finale 2: 5e in 2.09,31 finale: 7e in 2.09,28 |
| Jayden Hadler | 100 m vlinderslag (m) | 23e       | serie 5: 7e in 52,52                                                       |
| Jayden Hadler | 200 m wisselslag (m)  | 31e       | serie 4: 8e in 2.01,54                                                     |
| Christopher Wright | 100 m vlinderslag (m) | 11e       | serie 6: 4e in 52,11 halve finale 1: 4e in 52,11                           |
| Christopher Wright | 200 m vlinderslag (m) | 9e        | serie 5: 6e in 1.56,69 halve finale 1: 8e in 1.58,56                       |
| Nick D'Arcy | 200 m vlinderslag (m) | 13e       | serie 5: 5e in 1.56,25 halve finale 1: 6e in 1.56,07                       |
| Daniel Tranter | 200 m wisselslag (m)  | 13e       | serie 5: 6e in 1.59,70 halve finale 2: 8e in 2.00,46                       |
| Daniel Tranter | 400 m wisselslag (m)  | 32e       | serie 5: 8e in 4.25,76                                                     |
| Tommaso D'Orsogna James Magnussen Cameron McEvoy James Roberts Eamon Sullivan Matt Targett                                         | 4x100m vrije slag (m) | 4e        | serie 2: 1e in 3.12,29 finale: 4e in 3.09,93                               |
| Thomas Fraser-Holmes Cameron McEvoy Ned McKendry David McKeon Kenrick Monk Ryan Napoleon                                           | 4x200m vrije slag (m) | 5e        | serie 2: 2e in 7.10,50 finale: 5e in 6.59,70                               |
| Daniel Arnamnart Hayden Stoeckel Brenton Rickard Christian Sprenger Jayden Hadler Christopher Wright James Magnussen James Roberts | 4x100m wisselslag (m) | Brons     | serie 1: 2e in 3.33,73 finale: 3e in 3.31,58                               |
| Open water |                       |           |                                                                            |
| Ky Hurst | 10 km open water (m)  | 20e       | 1:51.41,3                                                                  |

Vrouwen
| Olympiër | Onderdeel             | Resultaat | Prestatie                                                                   |
| --- | --------------------- | --------- | --------------------------------------------------------------------------- |
| Bronte Campbell | 50 m vrije slag (v)   | 10e       | serie 8: 2e in 24,87 halve finale 2: 4e in 24,94                            |
| Cate Campbell | 50 m vrije slag (v)   | 13e       | serie 8: 3e in 24,94 halve finale 1: 7e in 25,01                            |
| Cate Campbell | 100 m vrije slag (v)  | DNS       | serie 6: niet gestart                                                       |
| Melanie Schlanger | 100 m vrije slag (v)  | 4e        | serie : 1e in 53,50 halve finale 1: 1e in 53,38 finale: 4e in 53,47         |
| Bronte Barratt | 200 m vrije slag (v)  | Brons     | serie 4: 2e in 1.58,12 halve finale 1: 1e in 1.56,08 finale: 3e in 1.55,81  |
| Bronte Barratt | 400 m vrije slag (v)  | 12e       | serie 5: 9e in 4.07,99                                                      |
| Kylie Palmer | 200 m vrije slag (v)  | 8e        | serie 5: 4e in 1.58,116 halve finale 2: 3e in 1.57,44 finale: 8e in 1.57,68 |
| Kylie Palmer | 400 m vrije slag (v)  | 11e       | serie 4: 4e in 4.07,27                                                      |
| Kylie Palmer | 800m vrije slag (v)   | 18e       | serie 4: 6e in 8.35,75                                                      |
| Jessica Ashwood | 800m vrije slag (v)   | 20e       | serie 5: 7e in 8.37,21                                                      |
| Belinda Hocking | 100 m rugslag (v)     | 7e        | serie 6: 2e in 59,61 halve finale 2: 4e in 59,79 finale: 7e in 59,29        |
| Belinda Hocking | 200 m rugslag (v)     | 10e       | serie 4: 1e in 2.08,75 halve finale 2: 5e in 2.09,35                        |
| Emily Seebohm | 100 m rugslag (v)     | Zilver    | serie 4: 1e in 58,23 (OR) halve finale 2: 1e in 58,39 finale: 2e in 58,68   |
| Meagen Nay | 200 m rugslag (v)     | 5e        | serie 5: 3e in 2.08,40 halve finale 1: 2e in 2.07,42 finale: 5e in 2.07,43  |
| Leisel Jones | 100 m schoolslag (v)  | 5e        | serie 4: 2e in 1.06,98 halve finale 2: 3e in 1.06,81 finale: 5e in 1.06,95  |
| Leiston Pickett | 100 m schoolslag (v)  | 13e       | serie 4: 3e in 1.07,41 halve finale 2: 6e in 1.07,74                        |
| Sally Foster | 200 m schoolslag (v)  | 8e        | serie 3: 5e in 2.26,04 halve finale: 4e in 2.24,48 finale: 8e in 2.26,00    |
| Tessa Wallace | 200 m schoolslag (v)  | 15e       | serie 5: 5e in 2.26,94 halve finale 1: 8e in 2.27,38                        |
| Alicia Coutts | 100 m vlinderslag (v) | Brons     | serie 4: 1e in 57,36 halve finale 2: 2e in 56,85 finale: 3e in 56,94        |
| Jessicah Schipper | 100 m vlinderslag (v) | 24e       | serie 4: 8e in 59,17                                                        |
| Jessicah Schipper | 200 m vlinderslag (v) | 13e       | serie 2: 5e in 2.08,74 halve finale 1: 6e in 2.08,21                        |
| Samantha Hamill | 200 m vlinderslag (v) | 20e       | serie 3: 6e in 2.11,07                                                      |
| Alicia Coutts | 200 m wisselslag (v)  | Zilver    | serie 4: 3e in 2.10,74 halve finale 2: 2e in 2.09,83 finale: 2e in 2.08,15  |
| Stephanie Rice | 200 m wisselslag (v)  | 4e        | serie 5: 3e in 2.12,23 halve finale 2: 5e in 2.10,80 finale: 4e in 2.09,16  |
| Stephanie Rice | 400 m wisselslag (v)  | 6e        | serie 4: 2e in 4.35,76 finale: 6e in 4.35,49                                |
| Blair Evans | 400 m wisselslag (v)  | 14e       | serie 5: 6e in 4.40,32                                                      |
| Cate Campbell Alicia Coutts Brittany Elmslie Yolane Kukla Melanie Schlanger Libby Trickett                                 | 4x100m vrije slag (v) | Goud      | serie 2: 1e in 3.36,34 finale: 1e in 3.33,15 (OR)                           |
| Angie Bainbridge Bronte Barratt Brittany Elmslie Jade Neilsen Kylie Palmer Melanie Schlanger                               | 4x200m vrije slag (v) | Zilver    | serie 1: 1e in 7.49,44 finale: 2e in 7.44,41                                |
| Belinda Hocking Emily Seebohm Leisel Jones Leiston Pickett Alicia Coutts Jessicah Schipper Cate Campbell Melanie Schlanger | 4x100m wisselslag (v) | Zilver    | serie 2: 1e in 3.55,42 finale: 2e in 3.54,02                                |
| Open water |                       |           |                                                                             |
| Melissa Gorman | 10 km open water (v)  | 11e       | 1:58.53,1                                                                   |

Afghanistan · Albanië · Algerije · Amerikaanse Maagdeneilanden · Amerikaans-Samoa · Andorra · Angola · Antigua en Barbuda · Argentinië · Armenië · Aruba · Australië · Azerbeidzjan · Bahama's · Bahrein · Bangladesh · Barbados · België · Belize · Benin · Bermuda · Bhutan · Bolivia · Bosnië en Herzegovina · Botswana · Brazilië · Britse Maagdeneilanden · Brunei · Bulgarije · Burkina Faso · Burundi · Cambodja · Canada · Centraal-Afrikaanse Republiek · Chili · China · Chinees Taipei · Colombia · Comoren · Congo-Brazzaville · Congo-Kinshasa · Cookeilanden · Costa Rica · Cuba · Cyprus · Denemarken · Djibouti · Dominica · Dominicaanse Republiek · Duitsland · Ecuador · Egypte · El Salvador · Equatoriaal-Guinea · Eritrea · Estland · Ethiopië · Fiji · Filipijnen · Finland · Frankrijk · Gabon · Gambia · Georgië · Ghana · Grenada · Griekenland · Groot-Brittannië · Guam · Guatemala · Guinee · Guinee‑Bissau · Guyana · Haïti · Honduras · Hongarije · Hongkong · Ierland · IJsland · India · Indonesië · Irak · Iran · Israël · Italië · Ivoorkust · Jamaica · Japan · Jemen · Jordanië · Kaaimaneilanden · Kaapverdië · Kameroen · Kazachstan · Kenia · Kirgizië · Kiribati · Koeweit · Kroatië · Laos · Lesotho · Letland · Libanon · Liberia · Libië · Liechtenstein · Litouwen · Luxemburg · Macedonië · Madagaskar · Malawi · Maldiven · Maleisië · Mali · Malta · Marshalleilanden · Marokko · Mauritanië · Mauritius · Mexico · Micronesië · Moldavië · Monaco · Mongolië · Montenegro · Mozambique · Myanmar · Namibië · Nauru · Nederland · Nepal · Nicaragua · Nieuw-Zeeland · Niger · Nigeria · Noord-Korea · Noorwegen · Oeganda · Oekraïne · Oezbekistan · Oman · Oostenrijk · Oost-Timor · Pakistan · Palau · Palestina · Panama · Papoea-Nieuw-Guinea · Paraguay · Peru · Polen · Portugal · Puerto Rico · Qatar · Roemenië · Rusland · Rwanda · Saint Kitts en Nevis · Saint Lucia · Saint Vincent en Grenadines · Salomonseilanden · Samoa · San Marino · Sao Tomé en Principe · Saoedi-Arabië · Senegal · Servië · Seychellen · Sierra Leone · Singapore · Slovenië · Slowakije · Soedan · Somalië · Spanje · Sri Lanka · Suriname · Swaziland · Syrië · Tadzjikistan · Tanzania · Thailand · Togo · Tonga · Trinidad en Tobago · Tsjaad · Tsjechië · Tunesië · Turkije · Turkmenistan · Tuvalu · Uruguay · Vanuatu · Venezuela · Verenigde Arabische Emiraten · Verenigde Staten · Vietnam · Wit-Rusland · Zambia · Zimbabwe · Zuid-Afrika · Zuid-Korea · Zweden · Zwitserland · Onafhankelijke atleten